# Provincia de Bulmán
La provincia de Bulmán es una de las provincias de Marruecos, parte de la región Fez-Mequinez. Tiene una superficie de 14.395 km² y 185.110 habitantes censados en 2004. 

## División administrativa
La provincia de Bulman consta de 4 municipios y 17 comunas:

### Municipios
- Bulmán
- Imouzzer Marmoucha
- Missur
- Outat El Haj

### pueblos
- bel hasnat
- Aït Bazza
- Aït El Mane
- Almis Marmoucha
- El Mers
- El Orjane
- Enjil
- Ermila
- Fritissa
- Guigou
- Ksabi Moulouya
- Ouizeght
- Oulad Ali Youssef
- Serghina
- Sidi Boutayeb
- Skoura M'Daz
- Talzemt
- Tissaf